# 尤荻特·赫爾曼

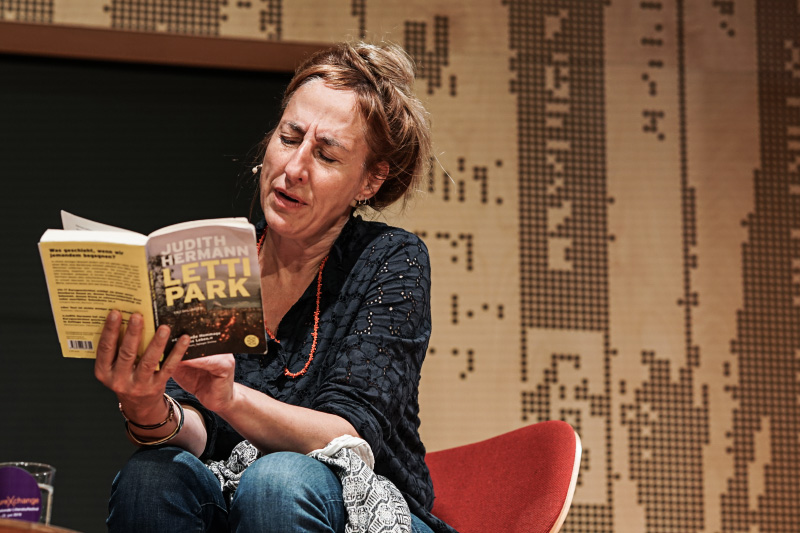
Judith Hermann at LiteratureXchange Festival (2019) in Aarhus, Denmark

尤荻特·赫爾曼（Judith Hermann，1970年5月15日—），德國女作家。

## 經歷
於1970年出生於柏林。從中學畢業以後，當過十年的酒吧服務生。1995年前往美國，曾在紐約新聞學院讀過書，並當過記者。1997年，她獲得柏林藝術學院獎學金，在葛拉斯也住過的艾伯河畔別墅寫作。1998年，她出版了自己的第一本作品，也就是短篇小說集《夏之屋，再說吧》。
《夏之屋，再說吧》出版以後，馬上引起很大的反響，得到海尼斯基的肯定。借著她的第一本書，她獲得以下獎項：1999年，獲得不來梅文學獎和胡戈·巴尔促进奖；2001年獲克萊斯特獎，是第一個只出版了一本作品就被授予克萊斯特獎的作家。
2003年，尤荻特·赫爾曼出版了第二部小說集《除了幽靈，別無他物》。2009年，出版第三部小說集《愛麗絲》。2021年，出版《家》。

## 作品

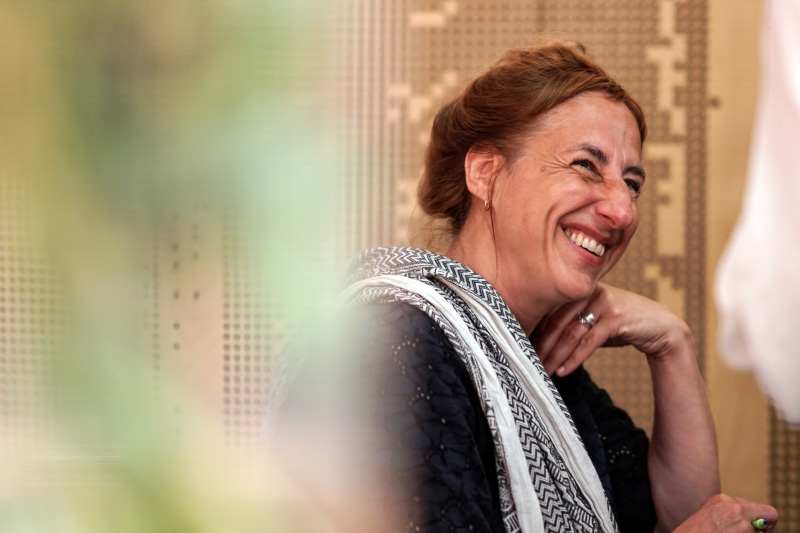
尤狄特，2019，丹麥

- 《夏之屋，再說吧》(Sommerhaus, später, 1998)
- 《除了幽靈，別無他物》(Nichts als Gespenste, 2003)
- 《愛麗絲》(Alice, 2009)
- 《所有愛的開始》(Aller Liebe Anfang, 2015)
- , 2015
- 《家》(Daheim, 2021)